# Бабак, Николай Пантелеймонович
Никола́й Пантелеймо́нович Баба́к (укр. Мико́ла Пантелеймо́нович Баба́к, р. 1954) — украинский художник, писатель, коллекционер, издатель. Представитель Южнорусской волны. Народный художник Украины (2016). Лауреат Национальной премии Украины имени Тараса Шевченко (2010).

## Биография
Родился в с. Воронинцы Чернобаевского р-на на Черкащине. В 1971 году закончил Мельниковскую среднюю школу. С 1972 по 1974 год — служба в рядах СА. После демобилизации работал художником-оформителем в Черкасском объединении «Азот», потом — на Черкасском комбинате художественной рекламы.
С 1979 по 1985 год работает с группой художников-выпускников Ленинградского высшего художественно-промышленного института им. В. И. Мухиной над монументальными проектами (росписи, мозаики, витражи) в Красноярске, Кемерово, Белово, Новокузнецке, Якутске, Магадане, Усть-Нере. В 1986 году возвращается на Украину.
Член НСХУ (1990). Заслуженный художник Украины (2004). Народный художник Украины (2016). Лауреат Национальной премии Украины имени Тараса Шевченко (2010). Работы находятся в Национальном художественном музее Украины, Дирекции художественных выставок Министерства культуры и туризма Украины, Дирекции художественных выставок НСХУ, Министерстве культуры и массовых коммуникаций Российской Федерации и частных собраниях многих стран мира.
Живёт и работает в г. Черкассы.
С 2014 года работает в соавторстве с Евгением Матвеевым в арт-тандеме БМ Бабак-Матвеев Архивная копия от 11 ноября 2016 на Wayback Machine.

## Художественная деятельность
Н. Бабак работает в направлениях гиперреализма, неоэкспрессионизма, трансавангарда, создает живописные работы, ассамбляжи, фотоинсталляции. Художник придерживается концептуальных и стилевых принципов поставангарда. Известен участием в 51-й Венецианской биеннале современного искусства с Национальным проектом «Дети твои, Украина» (2005).

### Персональные выставки
- 2006 — «Дети твои, Украина», передвижная выставка по художественным музеям Украины (организатор — Совиарт); «Небесная хроника», Национальный художественный музей Украины, Киев.
- 2005 — «Дети твои, Украина», украинский проект на 51-й Венецианской биеннале современного искусства, Венеция (комиссар — В.Хаматов, кураторы — А. Титаренко, М. Сидлин, продюсер — С. Швыдкая).
- 2004 — «Небесная хроника», Черкасский художественный музей (куратор — М. Сидлин, продюсер — С. Швыдкая);

«500 шедевров Украинской народной иконописи Центрального Поднепровъя XVIII—XX ст.» (из частной коллекции Н. Бабака), Черкасский художественный музей (куратор — М. Сидлин, продюсер — С. Швыдкая).
- 1999 — «Telluris», Национальный художественный музей Украины, Киев.
- 1997 — Персональная выставка, Черкасский художественный музей.

### Отдельные групповые выставки
- 2013 — IV FINE ART UKRAINE 2013, Мыстецкий арсенал, Киев.
- 2012 — «Коммуникация ХХІ» Параллельная программа Первой Киевской международной биеннале современного искусства, Галерея НСХУ, Киев.
- 2011 — «Выставка художников- лауреатов Национальной премии Украины им. Т.Шевченко», Черкасский художественный музей.
- 2009 — «Народная икона Средней Надднепрянщины XVIII—XX ст.» (из частной коллекции Н. Бабака) в рамках Большого антикварного салона, Украинский дом, Киев.
- 2005 — Всеукраинская выставка «Новые направления», диплом и первая премия за проект «Дети твои, Украина», Галерея НСХУ, Киев (кураторы — В. Хаматов, А. Титаренко).
- 2004 — «Украинская сельская фотография (из частной коллекции Н. Бабака)» в рамках пятой международной фотобиеннале, Музей современного искусства, Москва (куратор — М. Сидлин)[1].
- 2003 — «Первая коллекция — украинское искусство», Центральный дом художников, Киев (куратор — А. Соловьев);

«Украинская ретроспектива» (в рамках первой Киевской международной фотобиеннале), Галерея Фонда содействия и развития искусства, Киев (куратор — М. Сидлин, продюсер — С. Швыдкая).
- 2002 — «Украинский мир живописи» (из собрания Национального союза художников Украины), Пекин.
- 2000 — Всеукраинская выставка «Новые направления», диплом за серию «Коллекция аксиоматического», Галерея НСХУ, Киев.
- 1998 — «Ноев ковчег» (живопись Украины второй половины XX столетия), Киев; Всеукраинская триеннале «Живопись—98», Галерея НСХУ, Киев.
- 1994 — Первая художественная ярмарка, Украинский дом, Киев (куратор — Е. Солонин).
- 1993 — Передвижная выставка «Люди с людьми», Польша.
- 1989 — Вторая Республиканская молодёжная выставка, Галерея НСХУ, Киев, «Седнев—89», Национальный художественный музей, Киев (куратор — Т. Сильваши).
- 1987 — Первая Республиканская выставка «Молодость Украины», Галерея НСХУ, Киев, Республиканская выставка «50 лет Союзу художников Украины», Галерея НСХУ, Киев.
- 1986 — Республиканская выставка иллюстрации и искусства книги, Галерея НСХУ, Киев.

## Литературная деятельность
В 1992 году Н. Бабак стал одним из организаторов литературной группы «Гидрокартизон». В 1995 году был членом редколлегии Черкасской газеты «Город», в которой публиковал культурологические и искусствоведческие материалы. Пишет роман «Ольховая кровь», за который получает диплом «Самые выдающиеся люди и события Черкассщины 1998 года» в номинации «Книга года». В 2001 году выходит второй роман «Эдемские бесы».

## Коллекционирование
У Н. Бабака есть коллекции народной иконы, народной картины, сельской фотографии и предметов быта Средней Надднепрянщины, которые он начинает собирать с 1990 года. В 2000 году издается альбом «Иконы Шевченковского края», в котором впервые представлена часть икон из его коллекции. В 2001 году он презентовал украинскую народную икону Средней Надднепрянщины, наивную живопись, фотографии, рушники из частной коллекции в НЦНК «Музей Ивана Гончара». В феврале 2004 года в Черкасском областном художественном музее состоялась выставка «500 шедевров Украинской народной иконописи Центрального Поднепровья XVIII—XX ст.» из частной коллекции Н. Бабака.
На протяжении двадцати лет художник собрал уникальную коллекцию народной иконы. По определению специалистов это самая значимая коллекция украинской народной иконы Средней Надднепрянщины. Уникальность собрания в том, что оно представляет иконопись Шевченковского края, где формировались основы украинской нации, её языка и культуры. Художник за свой счёт не только собрал, а и отреставрировал эти иконы. Коллекция была глубоко исследована в монографии «Народная икона Средней Надднепрянщины XVIII—XX ст. в контексте сельского культурного пространства», одним из авторов которой был Н. Бабак, за что весной 2010 года получил Национальную премию Украины имени Тараса Шевченко. Все коллекции хранятся в галерее Telluris.

## Издательство
В 1990-х годах Н. Бабак стал одним из основателей издательства «Родовод» и одноименного журнала, выдал антологию поэтов Черкассины «Толока», где опубликовал цикл своих поэзий, организовал литературную группу «Гидрокартизон», издал сборник литгруппы «Боже, мы свободны» и «Пора туманов», а также собственные романы «Ольховая кровь» и «Эдемские бесы».
В 2009 году по его инициативе вместе с Институтом искусствоведения, фольклора и этнологии НАН Украины была создана монография «Народная икона Средней Надднепрянщины XVIII—XX ст. в контексте сельского культурного пространства», которая получила самые престижные награды. Она стала лучшей книгой 16 Форума издателей во Львове. На конкурсе «Искусство книги» она получила диплом имени Ивана Федорова. Жюри ХІ Всеукраинского рейтинга «Книга года — 2009» признало монографию лучшей и присудило ей первое место в номинации «Визитка», а также Гран-при как главному победителю. В 2010 году издание и его авторы, Н. Бабак и А. Найден, стали лауреатами Национальной премии Украины имени Тараса Шевченко.